# Jade (riu)
El Jade és un riu de la Baixa Saxònia. Neix a Rastede a l'aiguamoll Hankhauser Moor a la confluència del Rasteder Bäke i del Schanze. Desemboca al Mar del Nord en la badia del Jade (alemany Jadebusen). Té una llargada de 22 quilòmetres i és sotmés als moviments de la marea.
Afluents
- Südbäke, Geestranttief, Wafel, Dorenebbe